# Tokyo Verdy
Tokyo Verdy (東京ヴェルディ Tōkyō Verudi), là một câu lạc bộ bóng đá chuyên nghiệp Nhật Bản, có trụ sở ở Tokyo, Nhật Bản. Câu lạc bộ hiện đang thi đấu tại J. League Hạng 1
Được thành lập với tên gọi ban đầu là Câu lạc bộ bóng đá Yomiuri năm 1969, Tokyo Verdy là một trong những câu lạc bộ nổi bật nhất J. League, với 2 chức vô địch J. League, 5 Cúp Hoàng đế, 6 JSL Cup / J. League Cup và một chức vô địch Giải bóng đá vô địch câu lạc bộ châu Á, và đây là đội bóng thành công nhất lịch sử bóng đá Nhật Bản với 25 danh hiệu.
Verdy thi đấu trên Sân vận động Ajinomoto với sức chứa 50000 chỗ, cùng với câu lạc bộ F.C. Tokyo, dù vậy vẫn có một số trận họ thi đấu trên các sân khác tại Tokyo, bao gồm Sân vận động Quốc gia Tokyo.

## Huấn luyện viên
- Jujiro Narita 1969–1972
- Frans van Balkom 1973–1975
- Shoichi Nishimura 1976–1980
- Ryoichi Aikawa 1981–1982
- Susumu Chiba 1983
- Rudi Gutendorf 1984–1985
- George Yonashiro 1986–1990
- Carlos Alberto Silva 1990
- Pepe 1991–1992
- Yasutaro Matsuki 1993–1994
- Nelsinho Baptista 1995–1996
- Akabō 1996
- Émerson Leão 1996
- Hisashi Kato 1997
- Valdir Espinosa 1997
- Ryoichi Kawakatsu 1997
- Nicanor 1998
- Ryoichi Kawakatsu 1998
- Hideki Matsunaga 1999
- Chang Woe-ryong 2000
- Yasutaro Matsuki 2001
- Yukitaka Omi 2001–2002
- Lori Sandri 2002–2003
- Leandro Machado 2003
- Osvaldo Ardiles 2003–2005
- Nobuhiro Ishizaki 2005
- Vadão 2005
- Ruy Ramos 2006–2007
- Tetsuji Hashiratani 2008
- Takuya Takagi 2009
- Takeo Matsuda 2009
- Ryoichi Kawakatsu 2010–2012
- Shinichiro Takahashi 2012
- Yasutoshi Miura 2013–2014
- Koichi Togashi 2014–

## Kết quả thi đấu tại J. League
| Mùa  | Hạng | Số đội | Vị trí | Khán giả trung bình | J. League Cup | Cúp Hoàng đế | châu Á | châu Á    |
| ---- | ---- | ------ | ------ | ------------------- | ------------- | ------------ | ------ | --------- |
| 1992 | –    | –      | –      | –                   | Vô địch       | Á quân       | C1     | Vòng 2    |
| 1993 | J1   | 10     | 1      | 25,235              | Vô địch       | Tứ kết       | C1     | Hạng tư   |
| 1994 | J1   | 12     | 1      | 24,926              | Vô địch       | Vòng 2       | C1     | Hạng ba   |
| 1995 | J1   | 14     | 2      | 20,834              | –             | Tứ kết       | C1     | Tứ kết    |
| 1996 | J1   | 16     | 7      | 17,653              | Á quân        | Vô địch      | C1     | Tứ kết    |
| 1997 | J1   | 17     | 15     | 10,933              | Vòng bảng     | Vòng 3       | –      | –         |
| 1998 | J1   | 18     | 12     | 13,338              | Vòng bảng     | Tứ kết       | C2     | Tứ kết    |
| 1999 | J1   | 16     | 7      | 9,379               | Vòng 2        | Bán kết      | –      | –         |
| 2000 | J1   | 16     | 10     | 7,609               | Tứ kết        | Vòng 4       | –      | –         |
| 2001 | J1   | 16     | 14     | 19,396              | Vòng 1        | Tứ kết       | –      | –         |
| 2002 | J1   | 16     | 10     | 15,128              | Vòng bảng     | Vòng 3       | –      | –         |
| 2003 | J1   | 16     | 8      | 17,563              | Vòng bảng     | Tứ kết       | –      | –         |
| 2004 | J1   | 16     | 9      | 15,059              | Bán kết       | Vô địch      | –      | –         |
| 2005 | J1   | 18     | 17     | 14,716              | Vòng bảng     | Vòng 4       | –      | –         |
| 2006 | J2   | 13     | 7      | 5,705               | –             | Vòng 3       | CL     | Vòng bảng |
| 2007 | J2   | 13     | 2      | 7,327               | –             | Vòng 3       | –      | –         |
| 2008 | J1   | 18     | 17     | 14,837              | Vòng bảng     | Vòng 4       | –      | –         |
| 2009 | J2   | 18     | 7      | 5,521               | –             | Vòng 2       | –      | –         |
| 2010 | J2   | 19     | 5      | 5,572               | –             | Vòng 2       | –      | –         |
| 2011 | J2   | 20     | 5      | 5,710               | –             | Vòng 3       | –      | –         |
| 2012 | J2   | 22     | 7      | 5,341               | –             | Vòng 3       | –      | –         |
| 2013 | J2   | 22     | 13     | 6,343               | –             | Vòng 3       | –      | –         |
| 2014 | J2   | 22     | 20     | 5,430               | –             | Vòng 2       | –      | –         |

- Nguồn: Trang dữ liệu J. League

## Danh hiệu

### Quốc nội
- JSL Hạng 1 (tới năm 1993) và J. League Hạng 1:

Vô địch (7): 1983, 1984, 1986–87, 1990–91, 1991–92, 1993, 1994
Á quân (4): 1979, 1981, 1989–90, 1995
- JSL Hạng 2:

Vô địch (2): 1974, 1977
- JSL Cup / J. League Cup:

Vô địch (6): 1979, 1985, 1991, 1992, 1993, 1994
Á quân (1): 1996
- Cúp Hoàng đế:

Vô địch (5): 1984, 1986, 1987, 1996, 2004
Á quân (3): 1981, 1991, 1992
- Siêu cúp Nhật Bản:

Vô địch (4): 1984, 1994, 1995, 2005
Á quân (1): 1997
- Konica Cup:

Vô địch (1): 1990

### Châu Á
- Giải bóng đá vô địch câu lạc bộ châu Á / AFC Champions League:

Vô địch (1): 1987

### Quốc tế
- Sanwa Bank Cup:

Vô địch (1): 1994
Á quân (1): 1995